# Pueblo soviético

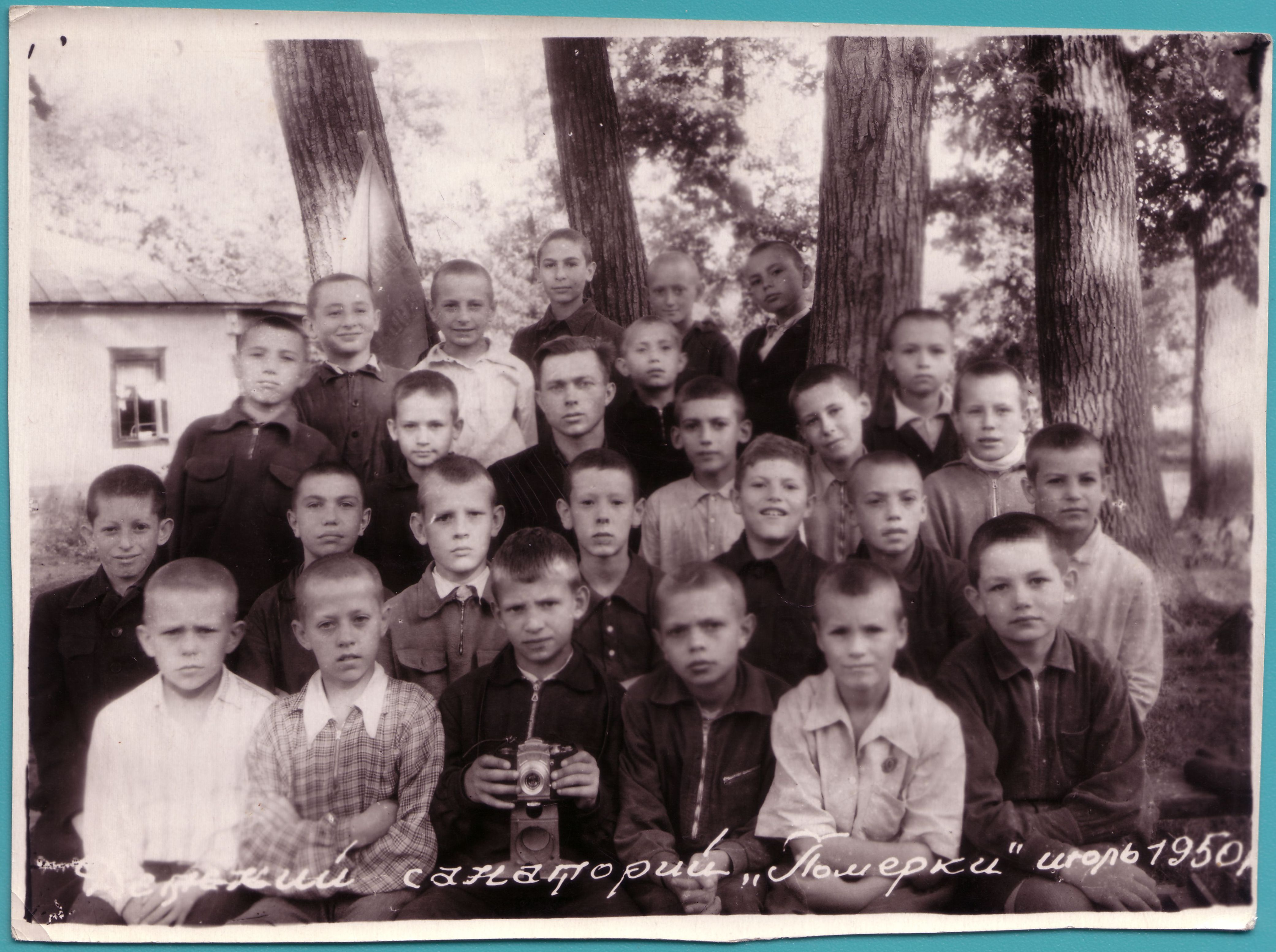
El sanatorio infantil Pomerki en la ciudad ucraniana de Járkov, en una fotografía tomada durante el verano boreal de 1950.

Los soviéticos y el pueblo soviético (en ruso: советский народ; en ucraniano: Радянський народ; en bielorruso: Савецкі народ y en kazajo: Совет халқы, transliterado respectivamente como Sovietski narod, Radyánskiy narod, Savietski narod y Soviet Xalqy) fueron gentilicios global o “paraguas” que designaban a la población de la antigua Unión Soviética. Aunque inicialmente el término compuesto ("pueblo soviético") fue usado como una referencia genérica y no específica respecto de la población soviética, a la larga fue oficialmente declarada como una “nueva unidad de pueblos histórica, social e internacional”.

## Política de nacionalidades en la Unión Soviética temprana
A través de la historia de la URSS, tanto la doctrina como la práctica en relación con las distinciones étnicas de la población soviética fueron variando a lo largo del tiempo. De hecho, el concepto étnico-demográfico de “minorías nacionales” nunca llegó a ser abolido en un Estado eminentemente plurinacional como lo era la Unión Soviética,
Por definición, las culturas nacionales debían ser "socialistas en su contenido y nacionales en su forma” y las mismas debían contribuir a promover las metas y los valores oficiales del Estado comunista de la URSS.
Mientras que la meta fue siempre cimentar las nacionalidades dentro de una misma estructura estatal, como un paso pragmático tomado en la década de 1920 y comienzos de la de 1930 bajo la política oficial de la denominada korenización (korenizátsiya o “indigenización”), el entonces liderazgo del Partido Comunista (PCUS) promovió una suerte de limitado federalismo y el fortalecimiento de los idiomas distintos del ruso e incluso de las periféricas culturas no eslavas de la antigua URSS.
No obstante, para fines de la década de 1930, la política oficial estalinista cambió hacia una mayor promoción del idioma ruso y más tarde incluso hacia aún más abiertos esfuerzos de rusificación, lo que se aceleró durante los años 1950.[cita requerida] especialmente en aquellas áreas no remotas a las que llegaba la red de educación pública. Aunque tuvo lugar algún grado de asimilación, este esfuerzo no tuvo éxito, como fue totalmente evidenciado por el desarrollo de varias diferentes culturas nacionales en el antiguo territorio soviético después de la disolución de la URSS a fines de 1991.

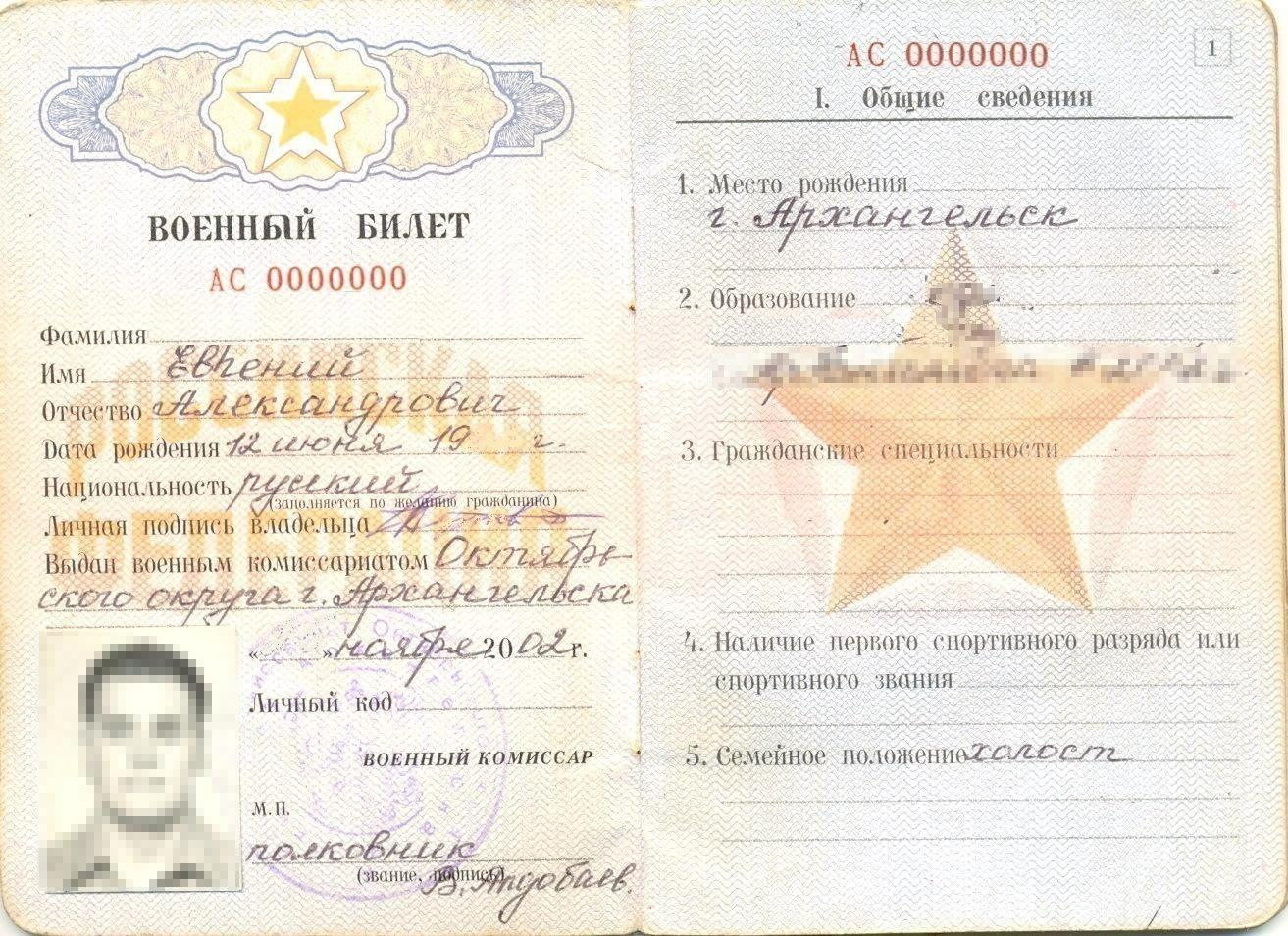
Documento de acreditación militar con indicación de la natsionálnost en el quinto epígrafe. 2002.

Para reforzar las distinciones entre las diferentes identidades nacionales que vivían dentro de la URSS, el Estado soviético mantenía información acerca de las distintas nacionalidades en varios registros administrativos, incluyendo los escolares, laborales y registros militares, así como también en los periódicos censos nacionales de población realizados a comienzos de los años 1959, 1970, 1979 y 1989, respectivamente.
Por su parte, el infame “quinto epígrafe” (en ruso: пятая графа, pyátaya grafá, 5e point) era la sección del obligatorio pasaporte interno (documento de identidad con indicación de la propiska o empadronamiento) en el cual se asentaba la nacionalidad del ciudadano (en ruso: национальность, natsionálnost). En algunos casos, esta nacionalidad oficial sirvió de base para el ejercicio de una sutil discriminación. Por ejemplo, algunos judíos deseaban figurar en sus respectivos pasaportes como rusos o ucranianos étnicos, bajo la creencia de que eso les facilitaría una vida más fácil dentro de la entonces Unión Soviética. El ingenio popular los denominó como "inválidos de quinto grado".

## El pueblo soviético como un concepto político
En 1961 el entonces líder soviético Nikita Jrushchov usó la frase durante su discurso en el XXII Congreso del Partido Comunista de la Unión Soviética en 1961, cuando él declaró que en la URSS se había formado una nueva comunidad de personas de diversas nacionalidades, el pueblo soviético, el cual según él tenía características comunes. El XXIV Congreso del PCUS puso fin a esta definición. A esta única entidad compuesta, el pueblo soviético (советский народ, transliterado como soviétski narod), se le atribuyeron oficialmente muchas de las características que la doctrina comunista había anteriormente adscrito a las naciones (нации, natsii) y nacionalidades (национальности, natsionálnosti) que componían el multinacional Estado soviético.
De forma oficial se alegaba que el pueblo soviético era una “nueva comunidad histórica, social e internacional de personas que tenían un territorio, una economía común y un contenido socialista común; una cultura que reflejaba las particularidades de múltiples nacionalidades; un estado federal; y una definitiva meta común: la construcción del comunismo”.